# Gudrun
Gudrun er et pigenavn. Det er af gammelnordisk oprindelse.
Man ser navnet i Norge hvor det havde en stor popularitet omkring 1910, men siden da er faldet i brug.
I Norge og Sverige har Gudrun navnedag den 24. november.
Johannes V. Jensen benyttede navnet til titlen på sin roman fra 1936, der blev filmatiseret til en film med samme titel.
Navnet blev også benyttet i De Nattergales sang Man har da heller ik' andet end bøvl ud af det centralvarme.

## Kendte personer med navnet
- Gudrun Bodø, dansk fagforeningskvinde
- Gudrun Burwitz, datter af Heinrich Himmler
- Gudrun Ensslin, tysk terrorist
- Gudrun Eriksen, dansk lærer og børnebogsforfatter
- Gudrun Fiil, dansk modstandskvinde
- Gudrun Franck, dansk børnebibliotekar
- Gudrun Hasle, dansk kunstner
- Gudrun Laub, dansk jurist og politiker
- Gudrun Lorenzen (1904-1968) – dansk kunstmaler
- Gudrun Lund, dansk komponist
- Gudrun Schyman, svensk politiker
- Gudrun Steen-Andersen, dansk billedhugger
- Gudrun Stephensen, skuespillerinde
- Gudrun Trier (1877-1956) – dansk kunsthåndværker og maler
- Gudrun Trier (1910-1999) – dansk billedhugger